# Saison 2014-2015 de l'Union sportive carcassonnaise XV
Cette page présente la saison 2014-2015 de l'Union sportive carcassonnaise en Pro D2.

## Entraîneurs
- Christian Gajan : manager
- Philippe Guicherd : entraineur des avants
- Alexandre Jaffrès : entraineur des lignes arrières

## Effectif 2014-2015
| Nom                  | Poste          | Naissance  | Nationalité sportive | International | Dernier club               | Arrivée au club (année) |
| -------------------- | -------------- | ---------- | -------------------- | ------------- | -------------------------- | ----------------------- |
| Victor Laval         | Pilier         | 26/11/1989 | France               | -             | CA Brive                   | 2014                    |
| Ionel Badiu          | Pilier         | 29/07/1989 | Roumanie             | -             | Stade Rodez Aveyron        | 2014                    |
| Mohamed Ben Bouhout  | Pilier         | 30/06/1978 | Maroc                | -             | Section paloise            | 2008                    |
| Andrei Ursache       | Pilier         | 10/05/1984 | Roumanie             |               | Rugby club Steaua Bucarest | 2012                    |
| Luc Bissuel          | Talonneur      | 09/09/1988 | France               | -             | FC Auch                    | 2014                    |
| François Tisseau     | Deuxième ligne | 25/11/1983 | France               | -             | Union Bordeaux Bègles      | 2013                    |
| Cédric Guironnet     | Deuxième ligne | 14/07/1985 | France               | -             | Union Bordeaux Bègles      | 2010                    |
| Alin Coste           | Deuxième ligne | 28/02/1987 | Roumanie             | -             | US bressane                | 2014                    |
| Oulai Evrard         | 3e ligne       | 22/06/1993 | Côte d'Ivoire        | -             | Abidjan RC                 | 2014                    |
| Kevin Gimeno         | 3e ligne       | 11/09/1991 | France               | -             | Montpellier HR             | 2014                    |
| Scott Newlands       | 3e ligne       | 20/07/1985 | Écosse               | -             | US Oyonnax                 | 2014                    |
| Franck Teyssier      | 3e ligne       | 10/07/1982 | France               | -             | SC Mazamet                 | 2007                    |
| Joël Koffi           | 3e ligne       | 07/11/1984 | France               | -             | US Montauban               | 2010                    |
| Emmanuel Étien       | 3e ligne       | 14/03/1981 | France               | -             | US Montauban               | 2010                    |
| Sanele Vavae Tuilagi | 3e ligne       | 15/06/1988 | Samoa                | -             | RC Narbonne                | 2013                    |
| Carol Raynaud        | Mêlée          | 25/01/1993 | France               | -             | Formé au club              | 2012                    |
| Benjamin Caminati    | Ouverture      | 12/10/1989 | France               | -             | FC Auch                    | 2014                    |
| José Lima            | Centre         | 15/11/1993 | France               | -             | RC Narbonne                | 2014                    |
| Fabien Grammatico    | Centre         | 16/05/1985 | France               | -             | RC Narbonne                | 2014                    |
| Benoît Lazzarotto    | Ailier         | 21/01/1988 | France               | -             | Formé au club              | 2009                    |

## Calendrier

### Pro D2
| - US Carcassonne – SC Albi : 24-13 - SU Agen - US Carcassonne : 46-31 - US Dax - US Carcassonne : 6-15 - US Carcassonne - Stade aurillacois : 12-16 - RC Massy - US Carcassonne : 39-29 - US Carcassonne - Section paloise : 40-27 - Stade montois - US Carcassonne : 30-18 - US Carcassonne - Tarbes PR : 36-33 - AS Béziers - US Carcassonne : 16-12 - US Carcassonne - CS Bourgoin-Jallieu : 25-23 - USA Perpignan - US Carcassonne : 40-15 - US Carcassonne - US Montauban : 27-12 - Colomiers rugby - US Carcassonne : 20-17 - US Carcassonne - RC Narbonne : 15-13 - US Carcassonne - Biarritz olympique : 25-18 | - SC Albi - US Carcassonne : 34-22 - US Carcassonne - SU Agen : 34-24 - US Carcassonne - US Dax : 40-17 - Stade aurillacois - US Carcassonne : 15-10 - US Carcassonne - RC Massy : 20-17 - Section paloise - US Carcassonne : 23-24 - US Carcassonne - Stade montois : 17-28 - Tarbes PR - US Carcassonne : 21-14 - US Carcassonne - AS Béziers : 23-14 - CS Bourgoin-Jallieu - US Carcassonne : 25-19 - US Carcassonne - USA Perpignan : 42-20 - US Montauban - US Carcassonne : 30-13 - US Carcassonne - Colomiers rugby : 40-25 - RC Narbonne - US Carcassonne : 33-20 - Biarritz olympique - US Carcassonne : 28-11 |

## Statistiques

### Statistiques collectives
Attaque
Défense

### Statistiques individuelles
Meilleur réalisateur